# 古尔皮利亚里什
古尔皮利亚里什是葡萄牙波尔图区的一个堂区。总面积6.14平方公里，总人口9707人，人口密度1580.9人/平方公里。